# Swordfishtrombones
Swordfishtrombones — восьмой студийный альбом автора-исполнителя Тома Уэйтса, изданный 1 сентября 1983 года.

## Об альбоме
Первый альбом на лейбле Island Records и первый альбом, спродюсированный Томом самостоятельно. Swordfishtrombones стал новой вехой в музыкальной карьере Уэйтса. На этом альбоме он отходит от привычного фортепиано в сопровождении струнного оркестра и заменяет его на множество экзотических инструментов, прозванных им «junkyard orchestra», то есть «оркестр-свалка». Тексты песен становятся более абстрактными. Джаз и блюз с элементами фолка и рока отходят на второй план, новый жанр Тома определён как экспериментальный рок, так как его новая музыка не похожа ни на один из рок-жанров в чистом виде. Swordfishtrombones был признан многими критиками как один из лучших альбомов Уэйтса, например, журнал Spin поставил его на второе место в списке «25-ти величайших альбомов всех времён».

## Список композиций
Первая сторона:
| №  | Название                            | Длительность |
| -- | ----------------------------------- | ------------ |
| 1. | «Underground»                       | 1:58         |
| 2. | «Shore Leave»                       | 4:12         |
| 3. | «Dave the Butcher»                  | 2:15         |
| 4. | «Johnsburg, Illinois»               | 1:30         |
| 5. | «16 Shells From A Thirty-Ought-Six» | 4:30         |
| 6. | «Town with No Cheer»                | 4:22         |
| 7. | «In the Neighborhood»               | 3:04         |

Вторая сторона:
| №  | Название                          | Длительность |
| -- | --------------------------------- | ------------ |
| 1. | «Just Another Sucker on the Vine» | 1:42         |
| 2. | «Frank’s Wild Years»              | 1:50         |
| 3. | «Swordfishtrombone»               | 3:00         |
| 4. | «Down, Down, Down»                | 2:10         |
| 5. | «Soldier’s Things»                | 3:15         |
| 6. | «Gin Soaked Boy»                  | 2:20         |
| 7. | «Trouble’s Braids»                | 1:18         |
| 8. | «Rainbirds»                       | 3:05         |

## Участники записи
- Том Уэйтс — вокал, орган Хаммонда, фортепиано, фисгармония, синтезатор, колокол Свободы
- Виктор Фельдман[англ.] — маримба, шейкер, большой барабан, барабанный тормоз, малый барабан, орган Хаммонда, колокола, конга, дарбука, бубен, говорящий барабан
- Ларри Тэйлор — акустическая бас-гитара, электронная бас-гитара
- Стивен Тэйлор Арвицу Ходжес[англ.] — барабаны, парадный барабан, тарелка, стеклянная гармоника
- Фрэд Таккетт[англ.] — электрогитара, банджо
- Франсис Тамм — стеклянная гармоника
- Грэг Коэн — бас-гитара, акустическая бас-гитара
- Джо Романо — тромбон, труба
- Энтони Кларк Стюарт — волынка
- Кларк Спанглер — синтезатор
- Билл Риченбэч — тромбон
- Дик «Слайд» Хайд — тромбон
- Ронни Баррон — орган Хаммонда
- Эрик Бикалес — огран
- Карлос Гитарлос — электрогитара
- Ричард Гиббс — стеклянная гармоника